# Trathala henryi
Trathala henryi là một loài tò vò trong họ Ichneumonidae.